# Jonathan Werner Juel
Jonathan Werner Juel, född 13 februari 1997, är en dansk skådespelare.
Juel har spelade Lukas TV-serien Jesus och Josefine och dess uppföljare, filmen Oskar och Josefine, samt medverkat vid den danska dubbningen till flera animerade filmer.